# Žiga Golob
Žiga Golob, slovenski kontrabasist, bas kitarist in nekdanji radijski napovedovalec, * 1973, Kranj.

## Življenjepis
Kontrabasist in baskitarist Žiga Golob se je rodil leta 1973 v Kranju, kjer ni nikoli živel. Prvi glasbeni skupini se je kot baskitarist pridružil pri desetih letih. Kasneje se je navdušil nad kontrabasom, se vpisal na srednjo glasbeno šolo v Ljubljani in tam leta 1993, v razredu profesorja Luciana Boleta, diplomiral. Od prvih skoraj-rokenrol skupin, ga je pot vodila preko večrasne reggae-afro zasedbe Afro Sound, prvih improviziranj z Ladom Jakšo, osemletnega rednega nastopanja z Vladom Kreslinom, koncertov in snemanj z Big Bandom RTV Slovenija, do nekaj letnega delovanja na slovenski jazzovski sceni. Kasneje je začel intenzivno nastopati tudi na hrvaškem, kjer je po malem aktiven še danes. Sliši se ga lahko na priblžno stotih albumih, ki so izšli v doma in v tujini (Hrvaška, Avstrija, Irska, Francija, Španija, Poljska, Nemčija, etc.). Nastopal je na koncertih, festivalih in v klubih v Sloveniji, Avstriji, Italiji, Nemčiji, Franciji, Angliji, Latviji, Litvi, Belgiji, Španiji, Grčiji, ZDA, Avstraliji, Švici, Srbiji, Črni Gori, Bosni in Hercegovini, Maroku, na Madžarskem, Hrvaškem, Poljskem, Češkem, Slovaškem, Finskem, Japonskem, Nizozemskem, Norveškem, Portugalskem, Kitajskem, Danskem.
Njegov brat je bil Urban Golob.

## Diskografija
Žiga Golob je slišen na dobrih 100 albumih.

## Zunanje Povezave
- https://zigagolob.si/
- https://golob.bandcamp.com